# Poreč Trophy 2011
Il Poreč Trophy 2011, ventisettesima edizione della corsa, valida come evento dell'UCI Europe Tour 2011 categoria 1.2, si svolse il 13 marzo 2013 su un percorso totale di circa 146 km. Fu vinto dallo sloveno Blaž Jarc, che terminò la gara in 3h27'52" alla media di 41,142 km/h.
Alla partenza erano presenti 174 ciclisti dei quali 87 portarono a termine il percorso.

## Ordine d'arrivo (Top 10)
| Pos. | Corridore           | Squadra        | Tempo    |
| ---- | ------------------- | -------------- | -------- |
| 1    | Blaž Jarc           | Adria Mobil    | 3h27'52" |
| 2    | Marco Haller        | Adria Mobil    | s.t.     |
| 3    | Jure Zrimsek        | Sava           | s.t.     |
| 4    | Roy Hegreberg       | Sparebanken    | s.t.     |
| 5    | Radoslav Rogina     | Loborika       | s.t.     |
| 6    | Tomáš Bucháček      | PSK Whirlpool  | s.t.     |
| 7    | Christian Jørgensen | Glud & Marst.  | s.t.     |
| 8    | Sebastian Lander    | Concordia      | s.t.     |
| 9    | Gabor Kasa          | Manisaspor     | s.t.     |
| 10   | Matej Mugerli       | Perutnina Ptuj | s.t.     |